# О ядерном терроризме
В своей книге «О ядерном терроризме» (англ. On Nuclear Terrorism) 2007 года автор Майкл А. Леви исследует проблему ядерного терроризма и исследует решения, которые лидер террористов может принять при реализации ядерного заговора. Леви указывает на множество препятствий, с которыми может столкнуться такая террористическая схема, что, в свою очередь, приводит к множеству возможных способов сорвать любой террористический план. 
Книга профессора Джона Мюллера 2010 года «Атомная одержимость: ядерный алармизм от Хиросимы до Аль-Каиды» представляет собой расширение той же темы.
Майкл Леви — старший научный сотрудник по энергетике и окружающей среде Совета по международным отношениям в Нью-Йорке.